# Livia Altmann
Livia Altmann, född den 13 december 1994 i Glarus Süd i Schweiz, är en schweizisk ishockeyspelare.
Hon tog OS-brons i damernas ishockeyturnering i samband med de olympiska ishockeytävlingarna 2014 i Sotji.